# Бусел, Александр Григорьевич
Александр Григорьевич Бусел (псевдоним «Ванька»; 10 августа 1910 года — 9 марта 1943 года) — деятель ОУН-УПА, окружной проводник ОУН Ровенской области (1933-1935), старший брат Якова Бусела.

## Биография
Студент Львовского университета. Член ОУН, окружной проводник ОУН Ровенской области (1933-1935). Арестован польской полицией 10 августа 1935 года. С сентября 1935 года в лагере в Берёзе Картузской, освобождён 17 января 1936. Сотрудник краевой экзекутивы (КЭ) ОУН Северо-Западных Украинских Земель (ПЗУЗ) (1936-37). Повторно арестован 22 июня 1937, осужден на Ровенском процессе 22-26 мая 1939 до 8 лет. Вышел из тюрьмы в сентябре 1939 года в связи с крахом Польши.
С осени 1939 года до начала 1941 года, работал директором школы в селе Милостов. В начале 1940 года женился на активистке ОУН, которая вместе с ним проходила обвиняемой на Ровенском процессе и была осуждена на срок до 3 лет тюремного заключения за принадлежность к ОУН и националистическую деятельность. В феврале 1941 года, чтобы не попасть в тюрьму, Александр Бусел перешёл в подполье.
После начала Великой Отечественной войны принимал активное участие в организации Областной Управы в Ровно и возглавлял в ней отдел образования.
22 февраля 1943 Бусел Александр, как член Провода ОУН Бандеры, прибыл в штаб УПА (Полесская Сечь) с миссией установить контакт и выработать политическую линию совместных действий на будущее, а также подчинить Полесскую сечь ОУН-Б.
Вот как об этом вспоминал руководитель Полесской Сечи атаман Тарас Бульба-Боровец: «22 февраля 1943 года в наш штаб прибыл член Провода ОУН-Бандеры, мой личный приятель, Олександер Бусел. Это был земляк и школьный товарищ секретаря нашей организации довоенного времени, Геннадия Янкевича, из Клевань, Ровенской области. Лично, мы были приятелями, а политически — в связи с тоталитарными принципами их партии — мы были „врагами". После вступительной речи, я созвал главную Команду УПА и на этом заседании О. Бусел от имени Провода ОУН-Бандеры торжественно заявил что:
- их организация с какого-то там дня изменила свой взгляд на проблему повстанческой борьбы Украины против немцев и большевицкой партизанки,
- что отныне они считают эту форму нашей освободительной борьбы целесообразной и необходимой,
- что они сердечно поздравляют командование и УПА в целом, и предлагают начать переговоры о совместной акции всех революционных сил Украины в рядах УПА.

Далее Бусел заявил, что его миссия имеет характер только политического порядка, чтобы навязать контакт между проводом их организации и Главнокомандованием УПА и выработать политическую линию общих действий. Сами же переговоры будут вести другие делегаты по его личной рекомендации ради сохранения доверия.»
Но через несколько дней, в конце февраля 1943 года, Александр Бусел был схвачен немцами. А 9 марта его казнили во дворе Ровенской тюрьмы. Переговоры же между представителями ОУН-Б и УПА-ПС продолжались до мая 1943 году, но в конечном итоге не дали желаемого результата.